# Wilhelm Klein (Jurist)
Friedrich Wilhelm Klein (* 15. Juli 1834 in Drove, Kreis Düren; † 22. August 1908 in Vianden, Großherzogtum Luxemburg) war ein deutscher Jurist, Landeshauptmann der Rheinprovinz, Abgeordneter des Provinziallandtags der Rheinprovinz sowie Mitglied des Preußischen Herrenhauses.

## Leben
Klein wurde als Sohn des arenbergischen Rentmeisters Friedrich Wilhelm Klein († 1885 in Benrath) und dessen Ehefrau Anna Katharina, verwitwete Bleeser und geborene Kastor, auf Burg Drove geboren. Er besuchte das Königliche Gymnasium in Aachen und studierte Rechtswissenschaften an den Universitäten Bonn und Berlin, wo er zum Dr. jur. promovierte. Im Laufe seiner Verwaltungskarriere, die er 1858 durch Eintritt in den Staatsdienst begann und 1877 als Beamter der rheinischen Provinzialverwaltung fortsetzte, erwarb er den Titel eines Wirklichen Geheimen Oberregierungsrats. Am 14. Dezember 1882 wurde er als Nachfolger von Hugo von Landsberg-Steinfurt zum Landesdirektor der Rheinprovinz gewählt. Seine Wahl wurde am 3. Januar 1883 durch königlichen Erlass bestätigt. Die Amtseinführung fand am 17. Januar 1883 statt. Als Landesdirektor, seit 1897 mit dem Titel Landeshauptmann, war Klein höchster Beamter des Provinzialverbands der Rheinprovinz. In dieses Amt, das er von 1883 bis zum 1. April 1903 ausübte, wurde er von mehreren Provinziallandtagen wiedergewählt. Seine Dienstwohnung hatte er bis zur Mitte der 1890er Jahre in der Düsseldorfer Friedrichstraße 60, danach in der Elisabethstraße 11. Anlässlich seines Ausscheidens aus dem aktiven Dienst ließ der Rheinische Provinziallandtag ein Bildnis Kleins durch den Maler Rudolf Huthsteiner anfertigen. Bonn, seinen neuen Wohnort, vertrat Klein von 1904 bis 1908 als Abgeordneter des Provinziallandtags der Rheinprovinz.

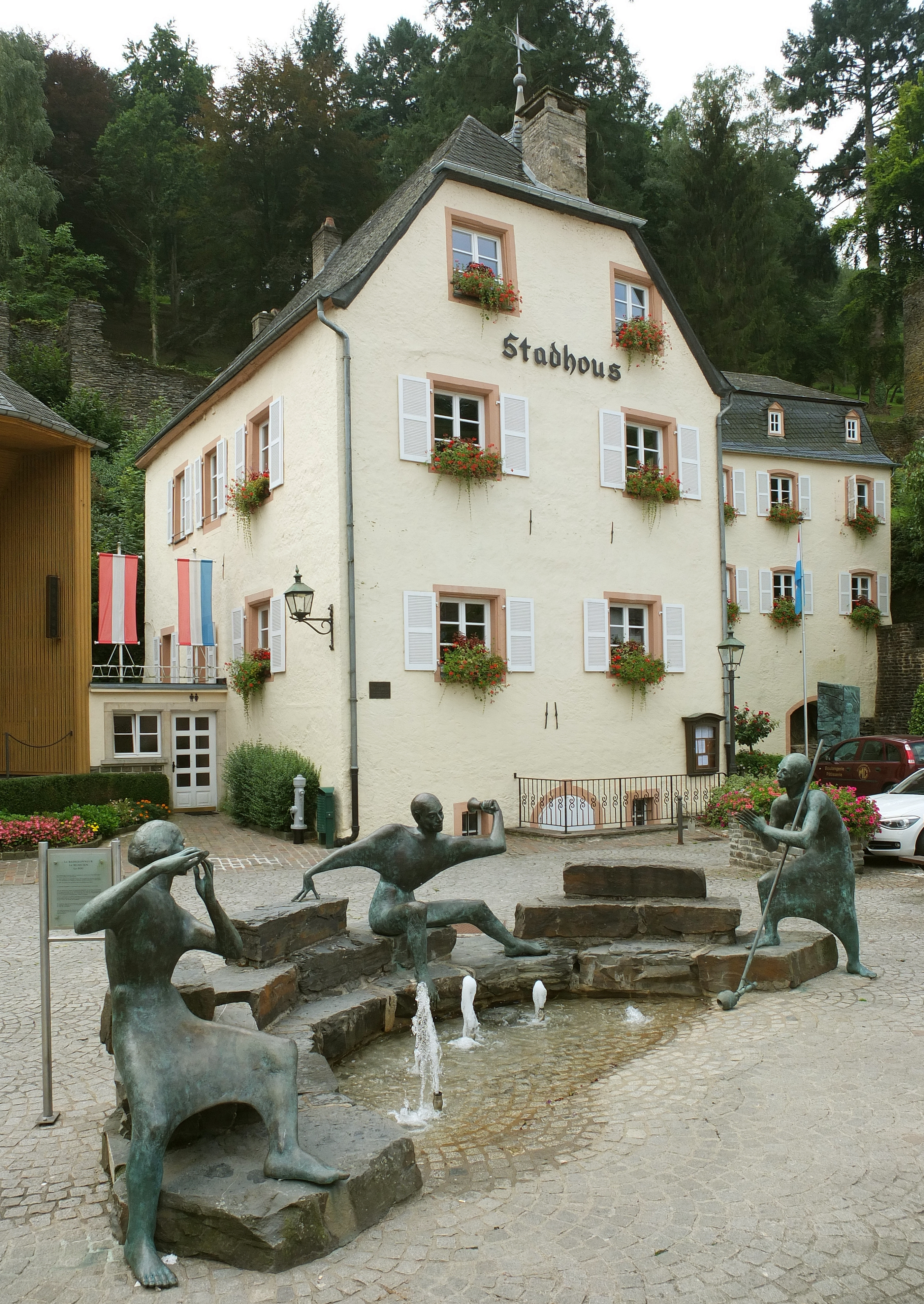
„Schloss Klein“, heute Stadhous/Rathaus von Vianden, Kleins Sterbehaus

In erster Ehe war er verheiratet mit Katharina Hubertine Michels (* 30. September 1838 in Aachen; † 1. Februar 1880 in Berlin). Aus seiner am 9. April 1881 geschlossenen zweiten Ehe mit Bertha Riesen (* 29. Mai 1853 in Trier; † 11. Februar 1941 in Vianden) gingen 1883 die Tochter Carola, ab 1923 Ehefrau von Herbert Suermondt (1886–1964, Sohn und Erbe von Robert Suermondt), sowie 1885 der Sohn Rudolf hervor. Friedrich Wilhelm Klein starb im Alter von 74 Jahren in seinem Burghaus in Vianden in Luxemburg. Im Juni 1908, kurz vor seinem Tod, bei dem er Gattin und neun Kinder hinterließ, hatte ihn Kaiser Wilhelm II. „aus allerhöchstem Vertrauen“ zum Mitglied des Preußischen Herrenhauses berufen. Ausgezeichnet wurde Klein ferner durch die Ritterwürden verschiedener hoher Orden.
In seiner Düsseldorfer Zeit wirkte Klein als Mitglied des Kirchenvorstands der katholischen Pfarre St. Peter in Düsseldorf-Unterbilk. Außerdem war er stellvertretender Vorsitzender des Deutschen Vereins vom Heiligen Lande. In seinen letzten Jahren unternahm er eine Wallfahrt nach Palästina.